# Episodi di Voltron: Legendary Defender (terza stagione)
La terza stagione della serie d'animazione Voltron: Legendary Defender, composta questa volta da 7 episodi, è stata interamente pubblicata su Netflix il 4 agosto 2017. In Italia va in onda dal 18 settembre 2018 su K2.
| N° (serie) | N° (stagione) | Titolo originale      | Titolo italiano         | Data in USA   | Data Italia       |
| ---------- | ------------- | --------------------- | ----------------------- | ------------- | ----------------- |
| 27         | 01            | Changing of the Guard | Il cambio della guardia | 4 agosto 2017 | 18 settembre 2018 |
| 28         | 02            | Red Paladin           | Il paladino rosso       | 4 agosto 2017 | 19 settembre 2018 |
| 29         | 03            | The Hunted            | Le prede                | 4 agosto 2017 | 20 settembre 2018 |
| 30         | 04            | Hole in the Sky       | Uno squarcio nel cielo  | 4 agosto 2017 | 21 settembre 2018 |
| 31         | 05            | The Journey           | Il viaggio              | 4 agosto 2017 | 25 settembre 2018 |
| 32         | 06            | Tailing a Comet       | Inseguendo una cometa   | 4 agosto 2017 | 26 settembre 2018 |
| 33         | 07            | The Legend Begins     | La leggenda ha inizio   | 4 agosto 2017 | 27 settembre 2018 |